# Lotte Adolphs
|                                          | Dieser Artikel wurde im Portal Ruhrgebiet zur Verbesserung eingetragen. Hilf mit, ihn zu bearbeiten, und beteilige dich an der Diskussion! |
| Vorlage:Portalhinweis/Wartung/Ruhrgebiet | |

Lotte Adolphs (* 23. März 1915 in Moers; † 1995) war eine deutsche Pädagogin und Soziologin. Sie wirkte unter anderem als ordentliche Professorin für Allgemeine Pädagogik an der Gesamthochschule Duisburg.

## Leben und Wirken
Lotte Adolphs besuchte das Städtische Oberlyzeum in Moers und nach dem Abitur im Jahr 1934 für ein Jahr die Höhere Handelsschule in Krefeld. Danach machte sie eine kaufmännische Lehre in einem Krefelder Textilbetrieb und studierte Wirtschafts- und Sozialwissenschaften in Köln und München.
Promoviert zum Dr. phil. wurde die Diplom-Handelslehrerin Adolphs im Jahr 1942 an der Universität Köln. Unter dem Titel Die deutsche Wirtschafts-Oberschule verfasste sie ihre Dissertation, eine Thematik, welche in den Bereich der Wirtschaftspädagogik hineinfällt. Im Juli 1951 wurde sie ein weiteres Mal an der Universität Bonn zum Thema Beitrag zu einer Wesenserfassung der berufstätigen Jugend, diesmal zum Dr. rer. pol. promoviert. Im letzteren Falle handelt es sich um eine wissenschaftliche Untersuchung im Soziologie-Bereich.
Adolphs wurde 1941 Wissenschaftliche Assistentin am Wirtschaftspädagogischen Seminar der Universität Köln und nahm ab 1942 Lehraufträge am Berufspädagogischen Institut Rheydt wahr. Ab 1946 war sie hauptamtliche Dozentin für Pädagogik an der Berufspädagogischen Akademie Solingen.
Anfang der 1960er Jahre arbeitete Adolphs als Professorin an der Pädagogischen Akademie in Kettwig, einem Stadtteil von Essen. In ihren dort abgehaltenen Veranstaltungen für Fortgeschrittene (Seminare oder ähnliches) befasste sie sich zu dieser Zeit unter anderem mit Anton Semjonowitsch Makarenko und mit Spieltheorie.
Später war Lotte Adolphs ordentliche Professorin für Allgemeine Pädagogik an der Universität-Gesamthochschule Duisburg und lebte in Nümbrecht. Zu ihren Arbeitsgebieten gehörten die Sozialgeschichte, die Soziologie der sozialen Verhältnisse, Wirtschaftssoziologie, die Soziologie der sozialen Rollen, Familiensoziologie, Beziehungssoziologie, die Soziologie abnormen Verhaltens, Erziehungs- und Bildungssoziologie sowie Pädagogik inklusive Wirtschaftspädagogik. Ein Fokus ihrer wissenschaftlichen Arbeit kann unter anderem in der Sozialgeschichte sowie in den sozialen Gegenwartsverhältnissen ihrer Zeit in Bezug auf Frauen, Männer, Kinder, Jugendliche und ebenso in Bezug auf Familien verortet werden.

## Schriften (Auswahl)

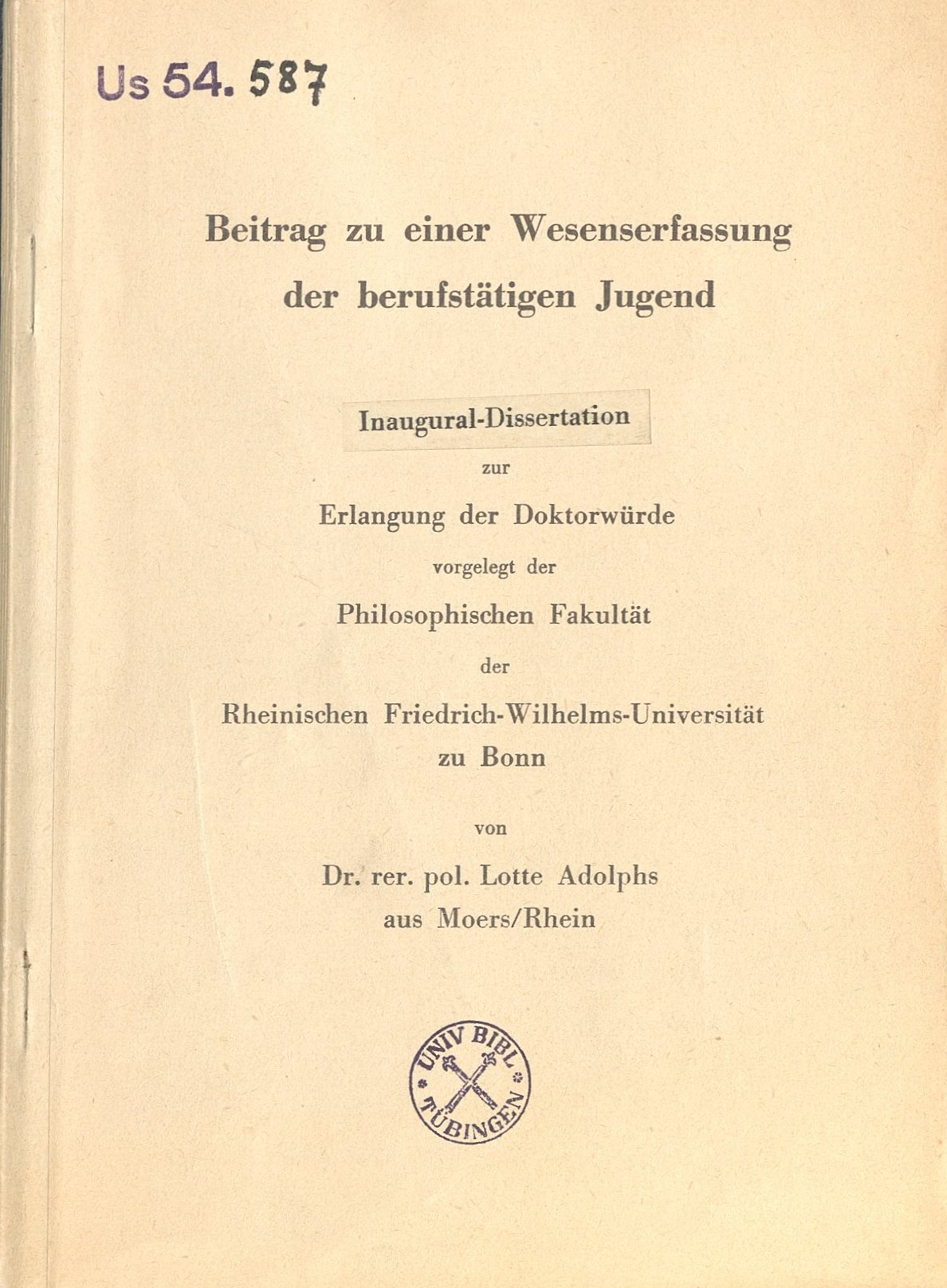
Dissertation 1951

- Die deutsche Wirtschafts-Oberschule. (Wirtschaftspädagogische Schriften; Bd. 2) Verlagsges. Rudolf Müller, Eberswalde 1942 [zugl. Diss. Univ. Köln 1942].
- Beitrag zu einer Wesenserfassung der berufstätigen Jugend. J. Beltz Verl., Weinheim 1952, ²1957 [zugl. Diss. Univ. Bonn 1951].
- A. S. Makarenko: Erzieher im Dienste der Revolution; Versuch einer Interpretation. Dürr Verl./Köllen Verl., Bad Godesberg/Bonn 1962.
- Die Frau in der Schule: Persönlichkeit, Berufspraxis, Standesproblematik. Dürr Verl., Bad Godesberg 1964.
- Lies mit mir. [Lesebuch in fünf Bänden] Dürr Verl., Bad Godesberg 1965–1970 (zusammen mit Conny Siebert).
- Industrielle Kinderarbeit. 1972.
- Jugendbücher als Helfer der pädagogischen Theorie. Verl. W. Braun, Duisburg 1977.
- Die Beteiligung der Frau an der Wissenschaft. Verl. W. Braun, Duisburg 1981.
- Kinder in Ketten: Kinderschicksale in Ghettos und Konzentrationslagern. Verl. W. Braun, Duisburg 1984.
- Karrierefrauen: Mann und Kind im Karrierelauf der Frau. Verl. W. Braun, Duisburg 1988.
- Brückenschlag zwischen Pädagogik und Technik. Verl. W. Braun, Duisburg 1990.
- Der Vater in unserer Zeit. Verl. Dr. Kovač, Hamburg 1994.